# Мамаев, Иван Сергеевич
Ива́н Серге́евич Мама́ев (род. 25 августа 1971) — российский математик, доктор физико-математических наук (2005), профессор РАН (2018). Лауреат премии им. С. В. Ковалевской (2012).

## Становление
В 1992 году окончил Удмуртский государственный университет (УдГУ).
В 2000 году защитил диссертацию на соискание учёной степени кандидата физико-математических наук (тема «Численные и аналитические методы исследования динамических систем на алгебрах Ли») в Московском государственном университете им. М. В. Ломоносова.
В 2005 году защитил диссертацию на соискание учёной степени доктора физико-математических наук (тема «Численные и аналитические методы в неголономной механике»).

## Научная карьера
В 2001—2010 годах — заведующий лабораторией динамического хаоса и нелинейности УдГУ.
С 2002 года — заместитель директора, с 2009 года — директор Института компьютерных исследований УдГУ.
С 2004 года — старший научный сотрудник Института математики и механики УрО РАН (по совместительству).
В 2009—2015 годах — профессор кафедры вычислительной механики математического факультета УдГУ.
В 2010—2016 годах — заведующий сектором неголономной механики лаборатории нелинейного анализа и конструирования новых средств передвижения, созданной в рамках гранта Правительства РФ для господдержки научных исследований под руководством ведущих учёных в российских образовательных учреждениях высшего профессионального образования.
В 2013—2015 годах — главный научный сотрудник управления научно-исследовательских работ ФГБОУ ВО «ИжГТУ имени М. Т. Калашникова».
С 2015 года по настоящее время — профессор кафедры теоретической физики Института математики, информационных технологий и физики УдГУ.
С 2015 года по настоящее время — заведующий научно-учебной лабораторией «Мобильные системы» ФГБОУ ВО «ИжГТУ имени М. Т. Калашникова».
В 2015—2017 годах — ведущий научный сотрудник ФГБУН Математический институт им. В. А. Стеклова РАН.
С 2017 года — ведущий научный сотрудник лаборатории мехатроники и робототехники Физтех-школы прикладной математики и информатики МФТИ.

## Педагогическая работа
Читал курсы лекций в УдГУ:
- Кафедра вычислительной механики математического факультета:
  - с 2008 года: механика сплошной среды, теоретическая механика;
  - с 2012 года: история механики и математического моделирования, основы механики сплошной среды;
  - с 2013 года: современные компьютерные технологии, вариационные методы в механике.
- Кафедра теоретической физики Института математики, информационных технологий и физики:
  - с 2015 года: алгоритмы и программирование в естественных науках, компьютерное моделирование, уравнения тепломассопереноса, общая теория динамических систем, механика систем со связями, элементы дифференциальной геометрии.

## Оргработа
Является заместителем главного редактора международного научного журнала «Regular and Chaotic Dynamics», главным редактором журнала «Нелинейная динамика». Член редколлегий серийных изданий «Современные проблемы математики», «Современные нефтегазовые технологии», «Компьютинг в математике, физике, биологии», «Математическая биология и биофизика».

## Награды и признание
- В 2012 году за серию работ, посвящённых интегрируемым системам гамильтоновой механики, присуждена премия им. С. В. Ковалевской (совместно с А. В. Борисовым).
- В 2018 году присвоено почётное учёное звание профессора РАН.